# هربرت ویلیام لوید
هربرت ویلیام لوید (انگلیسی: Herbert Lloyd; ۱۸ نوامبر ۱۸۸۳ – ۱۰ اوت ۱۹۵۷) فرمانده نظامی اهل استرالیا بود. وی برندهٔ جوایزی همچون نشان حمام و نشان سلطنتی ویکتوریایی شده‌است.